# Монсан (район)
Монсан (порт. Monção) — район (фрегезия) в Португалии, входит в округ Виана-ду-Каштелу. Является составной частью муниципалитета Монсан. По старому административному делению входил в провинцию Минью. Входит в экономико-статистический субрегион Минью-Лима, который входит в Северный регион. Население составляет 2561 человек на 2001 год. Занимает площадь 3,31 км².